# Cleary, Mississippi
Cleary är en ort i Rankin County i delstaten Mississippi, USA.